# Pellionia stenurum
Pellionia stenurum är en nässelväxtart som först beskrevs av Hallier f., och fick sitt nu gällande namn av R.J. Johns. Pellionia stenurum ingår i släktet Pellionia och familjen nässelväxter. Inga underarter finns listade i Catalogue of Life.